# Yazid (Byzantin)
Yazid est un dignitaire byzantin, membre de l'entourage proche de Léon III l'Isaurien, qui règne de 717 à 741 et/ou de son fils Constantin V (règne de 741 à 775).

## Biographie
La particularité de la biographie de Yazid vient de sa connaissance uniquement sigillographique, à une époque où la production littéraire byzantine décline. Plusieurs sceaux de ce personnage ont été retrouvés, qui témoignent de son origine arabe puisqu'ils mêlent des inscriptions en grec et en arabe. Un tel patronyme parmi les dignitaires byzantins est d'ailleurs unique. Six sceaux de nature différente ont été retrouvés, qui permettent de retracer une partie de sa carrière. Le premier semble être celui qui le désigne comme spathaire, c'est-à-dire membre de la garde impériale et tourmarque. Il devient ensuite drongaire puis Comte des écuries impériales. Ces différents grades se réfèrent à des positions militaires croissantes. Le comte des Ecuries est ainsi chargé de l'approvisionnement des troupes en campagne, ce qui représente un poste élevé dans la hiérarchie militaire. Il est ensuite élevé à la dignité élevée d'hypatos. À partir de ces données, il est possible de supposer que Yazid est soit un réfugié issu des terres arabes récemment conquises par les Musulmans à l'occasion de l'expansion de l'islam, à l'image de Beser, autre dignitaire de la cour de Léon III d'origine arabe ; ou bien un Musulman converti au christianisme et qui rejoint l'Empire byzantin. 
Au-delà d'inscriptions arabes, les sceaux de Yazid présentent la particularité de faire référence à des psaumes. Cette tendance est spécifique à l'iconoclasme byzantin, notamment celui se développe sous Léon III l'Isaurien puis Constantin V. A une époque où les représentations figurées du sacré s'estompent voire sont bannies, ces psaumes deviennent une manière pour l'élite gouvernante d'exhiber leur religiosité.

## Sources
- (en) Joe Glynias, « Prayerful Iconoclasts: Psalm Seals and Elite Formation in the First Iconoclast Era (726–750) », Dumbarton Oaks Papers, vol. 71,‎ 2017, p. 65-94